# Richard Norris Williams
Richard „Dick“ Norris Williams, známý jako R. Norris Williams (29. ledna 1891, Ženeva – 2. června 1968, Bryn Mawr, Pensylvánie) byl americký tenista, olympijský vítěz ve smíšené čtyřhře z Letních olympijských her 1924 v Paříži a dvojnásobný šampión ve dvouhře na US Open.
V roce 1957 byl uveden do Mezinárodní tenisové síně slávy.

## Osobní život
Narodil se v roce 1891 ve švýcarské Ženevě.
V letech 1914 a 1916 triumfoval na US Championships v singlu. Jako člen týmu Spojených států v letech 1925 a 1926 vyhrál Davis Cup. V poháru debutoval v roce 1913, celkem odehrál devět zápasú ve dvouhře s bilancí 6 výher – 3 prohry a čtyři zápasy ve čtyřhře bez jediné porážky. V roce 1924 vyhrál Letní olympijské hry ve smíšené čtyřhře spolu s Hazel Hotchkissovou Wightmanovou, soutěž jež byla následně vyřazena z olympiády na osmdesát osm let až do roku 2012. Ve čtyřiceti čtyřech letech ukončil aktivní sportovní kariéru. Praktikoval útočný styl tenisu s maximální razancí míčů.
Během první světové války bojoval v řadách americké armády v Evropě, za což byl oceněn Croix de guerre a Řádem čestné legie.

### Plavba na Titanicu
Se svým otcem Charlesem Duanem Williamsem byl účastníkem osudné plavby Titanicu v dubnu 1912, kdy loď narazila na ledovec a potopila se. Cestovali první třídou. Po kolizi zůstal na lodi téměř do okamžiku potopení. Oděn do kožichu nastoupil do záchranného člunu, ale z něho byl další vlnou smeten do vody. Poté se snažil doplavat zpět do člunu, ale i přesto, že se na nafukovací plavidlo nalodil, zůstala spodní část jeho těla několik hodin ponořena do ledové vody, než došlo k záchraně Carpathií. Otec byl prohlášen za zmizelého (usmrtil jej první padající komín lodi).
Po měsíci byl ztracený záchranný člun nalezen. Ležel v něm stále kožich, který mu společnost White Star předala. Na Carpathii lékař uvažoval o amputaci jeho dolních končetin, ale tenista ji odmítl. V rok katastrofy získal první titul na US Championships ve smíšené čtyřhře. Později získal Davisův pohár s dalším zachráněným pasažérem a tenistou Karlem Behrem.

## Finále na Grand Slamu

### Wimbledon
- vítěz mužské čtyřhry: 1920, spolu s Chuckem Garlandem

### US Championships
- vítěz mužské dvouhry: 1914, 1916
- finalista mužské dvouhry: 1913
- vítěz mužské dvouhry: 1925, 1926
- finalista mužské dvouhry: 1921, 1923, 1927
- vítěz smíšené čtyřhry: 1912